# A Rautavaara-eset
A Rautavaara-eset (Rautavaara's Case) Philip K. Dick egyik novellája, amelyet 1980-ban írt, és még abban az évben, az Omni magazin októberi számában jelent meg. Magyarul a Lenn a sivár Földön című novelláskötetben olvasható.

## Történet
Agneta Rautavaara két társával együtt a világűrben folytatott kutatómunkát, amikor bazaltrészecskék lyukasztották ki űrhajójuk falát, és mind a hárman meghaltak. A közeli Proxima Centaurin élő lények kiküldenek egy robotot, ami megállapítja, hogy Rautavaara agya megmenthető, ehhez viszont felhasználják saját testének alkotóelemeit. Amikor felveszik a kapcsolatot a Földdel, a földiek megrökönyödnek, hiszen lehetetlenség, hogy egy embernek csak az agyát tartják életben. Rögtön vizsgálóbíróság elé küldik az ügyet, de közben Rautavaara agyát is tanulmányozzák. Mivel nincsenek érzékszervei, az agy hallucinál: Látja, ahogy az űrhajóban eljön hármukhoz Krisztus, és hívja őket a mennyekbe. A Proxima lakóit érdekli a dolog, és a primitív földi vallás helyett ki akarják próbálni saját vallásukat is, így Rautavaara egyszer csak azt látja, ahogy Jézus megeszi egyik társát. A proximaiak szerint ez a földi vallás fordítottja, ott ugyanis az Isten testét eszik meg a hívők. A földi hatóság azonban tarthatatlannak véli az állapotokat, és mivel többségben vannak, megszavazzák, hogy állítsák le Rautavaara agyának mesterséges életbentartását.